# Давид Албахари
Давид Албахари (Пећ, 15. март 1948 — Београд, 30. јул 2023) био је српски књижевник, преводилац и академик. Углавном је писао романе и кратке приче које су често аутобиографске. Преводио је са енглеског језика и био члан Српске академије наука и уметности.

## Биографија
Рођен је 15. марта 1948. године у породици јеврејско-српског порекла у Пећи. Прву збирку кратких прича Породично време је објавио 1973. године. Постао је популаран у књижевним круговима четвртом књигом Опис смрти, за коју је добио Андрићеву награду.
Године 1991. постао је председник Савеза јеврејских општина Југославије, а радио је и на евакуацији јеврејског становништва из Сарајева. Године 1994. преселио се с породицом у канадски град Калгари.
Био је члан ван радног састава Српске академије наука и уметности при Одељењу језика и књижевности од 2. новембра 2006. године.
Писац је прилично затвореног, на моменте чак херметичног израза, аутор који захтева не само велики читалачки напор, већ и пуну сарадњу читаоца у изграђивању значења појединих дела. Упркос томе, он је током свог педесетогодишњег постојања у српској литератури стекао не само неподељену наклоност критике, већ и прилично велики број читалаца. Интересантна је појава да се међу љубитељима књиге у Србији тешко може наћи читалац који нема јасно изражен вредносни став према Албахаријевом опусу: с једне стране налази се прилично широк слој обожавалаца његове прозе међу којима он често представља правог култног писца, док се с друге стране налази нешто ужа група оних којима изразита сложеност и наглашена артифицијелност његовог израза ствара прилично јак отпор.
Критика је од самог почетка прихватила Албахаријево стваралаштво уз изузетно похвалне оцене, почев од најранијих приказа прве збирке, када је Богдан А. Поповић закључио у приказу Породичног времена да је приповедачка полазишна позиција „за даровитог младог писца... од непроцењиве вредности”, па све до скорашњег суда Васе Павковића да је само питање времена „када ће свет препознати великог писца српског језика”.
Албахаријева остварења превођена су на француски, немачки, енглески, хебрејски, пољски, италијански, македонски, словеначки, албански, словачки, мађарски итд.
Свака нова књига Давида Албахарија представљала је за нашу књижевност прави догађај јер је носила у себи ексклузивност повезивања домаће литературе са светском књижевном баштином.
Касних осамдесетих, Албахари је започео прву формалну петицију за легализацију марихуане у Југославији. У децембру 1989. је учествовао у иницијативи за стварање Демократског форума, "групе независних интелектуалаца средње генерације".
У Србију се вратио 2013. године. Преминуо је 30. јула 2023. после дуже борбе с Паркинсоновом болешћу. Сахрањен је 4. августа 2023. на Јеврејском гробљу у Београду.

## Награде
- Награда Савеза јеврејских општина Југославије, за приповетку „Доброчинитељ”, 1971.Давид Албахари, Екс Либрис - „Пропуштена прилика”
- Награда Савеза јеврејских општина Југославије, за приповетку „Јахиел, 1930”, 1972.
- Награда Савеза јеврејских општина Југославије, за приповетку „Мој деда, кантор у Н.”, 1973.
- Андрићева награда, за збирку прича Опис смрти, 1982.
- Награда „Бранко Ћопић”, за збирку прича Пелерина, 1994.
- Награда „Станислав Винавер”, за збирку прича Пелерина, 1994.
- НИН-ова награда, за роман Мамац, 1996.[11]
- Балканика (књижевна награда), за роман Мамац, 1997.
- Награда Народне библиотеке Србије за најчитанију књигу године, за роман Мамац, 1998.
- Награда града Београда „Деспот Стефан Лазаревић”, за роман Пијавице, 2005.
- Награда „Златни сунцокрет”, за збирку прича Сваке ноћи у другом граду, 2008.[тражи се извор]
- Награда „Милован Видаковић”, 2013.
- Награда „Исидора Секулић”, за роман Животињско царство, 2014.
- Награда „Душан Васиљев”, за роман Животињско царство, 2015.
- Награда „Тодор Манојловић”, 2015.
- Награда „Вељкова голубица”, 2016.
- Прва награда на фестивалу „Друга приказна” (Друга прича), Скопље, Македонија, 29. јул 2016.[12]
- Међународна награда за књижевност „Александар Тишма”, за роман Данас је среда, 2022.[13]

## Дела
| Збирке прича | Романи | Књиге есеја                                                                 |
| --- | --- | --------------------------------------------------------------------------- |
| - Породично време (1973) - Обичне приче (1978) - Опис смрти (1982) - Фрас у шупи (1984) - Једноставност (1988) - Пелерина (1993) - Изабране приче (1994) - Необичне приче (1999) - Други језик (2003) - Сенке (2006) - Сваке ноћи у другом граду (2008) - 21 прича о срећи (2017) | - Судија Димитријевић (1978) - Цинк (1988) - Кратка књига (1993) - Снежни човек (1995) - Мамац (1996) - Мрак (1997, 2008) - Гец и Мајер (1998) - Светски путник (2001) - Пијавице (2006) - Лудвиг (2007) - Брат (2008) - Ћерка (2010) - Контролни пункт (2011) - Животињско царство (2015) | - Преписивање света (1997) - Терет (2004) - Дијаспора и друге ствари (2008) |